# Der Bürgergeneral
 (mai 2015).
Si vous disposez d'ouvrages ou d'articles de référence ou si vous connaissez des sites web de qualité traitant du thème abordé ici, merci de compléter l'article en donnant les références utiles à sa vérifiabilité et en les liant à la section « Notes et références ».
Der Bürgergeneral (en français Le Citoyen général) est une comédie en un acte de Johann Wolfgang von Goethe, écrite et publiée en 1793.
Goethe écrivit cette pièce en seulement trois jours et la fit jouer au Théâtre national allemand, dont il était le directeur.

## Résumé
La pièce satirise la Révolution française à travers l'histoire d'un homme qui se déclare révolutionnaire pour extorquer un repas à un riche paysan. La supercherie cause une brève panique avant qu'un noble ne démasque le menteur, le juge et rétablisse l'ordre.